# Comarca d'O Carballiño
La Comarca d'O Carballiño és una comarca de Galícia en la província d'Ourense. Limita al nord amb les comarques de Tabeirós-Terra de Montes i O Deza (Pontevedra), al nord-est amb la comarca de Chantada (Lugo), a l'est i sud-est amb la comarca d'Ourense (Ourense), al sud amb O Ribeiro (Ourense) i a l'oest amb la comarca de Pontevedra (Pontevedra). Pertanyen a ella els següents municipis:
- San Amaro
- Beariz
- Boborás
- O Carballiño
- San Cristovo de Cea
- O Irixo
- Maside
- Piñor
- Punxín

## Evolució demogràfica
| 1842 | 1857   | 1860   | 1877   | 1887   | 1900   | 1910   | 1920   |
| ---- | ------ | ------ | ------ | ------ | ------ | ------ | ------ |
| -    | 44.259 | 43.364 | 45.848 | 47.389 | 46.949 | 46.318 | 46.668 |

| 1930   | 1940   | 1950   | 1960   | 1970   | 1981   | 1996 | 1998 |
| ------ | ------ | ------ | ------ | ------ | ------ | ---- | ---- |
| 46.099 | 48.379 | 46.604 | 44.943 | 35.992 | 36.206 | -    | -    |

| 2000   | 2002 | 2004 | 2006 | 2008 | 2010   | 2012 | 2014 |
| ------ | ---- | ---- | ---- | ---- | ------ | ---- | ---- |
| 30.446 | -    | -    | -    | -    | 29.648 | -    | -    |